# Åke Bergman (Schwimmer)
Åke Herman Gottfrid Bergman (* 26. Mai 1896 in Malmö; † 27. Februar 1941 ebenda) war ein schwedischer Schwimmer.

## Karriere
Bergman nahm 1912 an den Olympischen Spielen in Stockholm teil. Hier scheiterte er im Wettbewerb über 100 m Rücken als Dritter seines Vorlaufs am Halbfinaleinzug. Später war er auch im Wasserball aktiv. Während eines Wettbewerbs verlor er hier das Augenlicht auf einem Auge. Neben dem Sport war er als Hutmacher tätig.